# Пиньола
Пиньола (итал. Pignola) — коммуна в Италии, расположена в регионе Базиликата, подчиняется административному центру Потенца.
Население составляет 5824 человека (на 2004 г.), плотность населения составляет 100 чел./км². Занимает площадь 55 км². Почтовый индекс — 85010. Телефонный код — 0971.
Покровительницей коммуны почитается Пресвятая Богородица со Ангелы (Maria Santissima degli Angeli), празднование в третье воскресение мая.